# RBC Heritage
Le Banque royale du Canada Héritage (anglais:  RBC Heritage) est un tournoi professionnel masculin de golf disputé en Caroline du Sud aux États-Unis. Il se joue depuis 1983 la semaine qui suit le Masters, premier majeur de l'année.

## Histoire
Le tournoi a été disputé au mois de :
- novembre (de 1969 à 1972)
- septembre (1973)
- mars (de 1974 à 1982), deux semaines avant le Masters
- avril (depuis 1983), la semaine suivante le Masters

## Palmarès
| Année                                            | Vainqueur           | Nationalité     | Score | Au par | Écart    |
| ------------------------------------------------ | ------------------- | --------------- | ----- | ------ | -------- |
| Heritage Golf Classic                            |                     |                 |       |        |          |
| 1969                                             | Arnold Palmer       | États-Unis      | 283   | −1     | 3 coups  |
| 1970                                             | Bob Goalby          | États-Unis      | 280   | −4     | 4 coups  |
| Sea Pines Heritage Classic                       |                     |                 |       |        |          |
| 1971                                             | Hale Irwin          | États-Unis      | 279   | −5     | 1 coup   |
| 1972                                             | Johnny Miller       | États-Unis      | 283   | −3     | 1 coup   |
| 1973                                             | Hale Irwin (2)      | États-Unis      | 272   | −12    | 5 coups  |
| 1974                                             | Johnny Miller (2)   | États-Unis      | 276   | −8     | 3 coups  |
| 1975                                             | Jack Nicklaus       | États-Unis      | 271   | −13    | 3 coups  |
| 1976                                             | Hubert Green        | États-Unis      | 274   | −10    | 5 coups  |
| Heritage Classic                                 |                     |                 |       |        |          |
| 1977                                             | Graham Marsh        | Australie       | 273   | −11    | 1 coup   |
| 1978                                             | Hubert Green (2)    | États-Unis      | 277   | −7     | 3 coups  |
| Sea Pines Heritage Classic                       |                     |                 |       |        |          |
| 1979                                             | Tom Watson          | États-Unis      | 270   | −14    | 5 coups  |
| Sea Pines Heritage                               |                     |                 |       |        |          |
| 1980                                             | Doug Tewell         | États-Unis      | 280   | −4     | Playoffs |
| 1981                                             | Bill Rogers         | États-Unis      | 278   | −6     | 1 coup   |
| 1982                                             | Tom Watson (2)      | États-Unis      | 280   | −4     | Playoffs |
| 1983                                             | Fuzzy Zoeller       | États-Unis      | 275   | −9     | 2 coups  |
| 1984                                             | Nick Faldo          | Angleterre      | 270   | −14    | 1 coup   |
| 1985                                             | Bernhard Langer     | Allemagne       | 273   | −11    | Playoffs |
| 1986                                             | Fuzzy Zoeller (2)   | États-Unis      | 276   | −8     | 1 coup   |
| MCI Heritage Golf Classic                        |                     |                 |       |        |          |
| 1987                                             | Davis Love III      | États-Unis      | 271   | −13    | 1 coup   |
| 1988                                             | Greg Norman         | Australie       | 271   | −13    | 1 coup   |
| 1989                                             | Payne Stewart       | États-Unis      | 268   | −16    | 5 coups  |
| 1990                                             | Payne Stewart (2)   | États-Unis      | 276   | −8     | Playoffs |
| 1991                                             | Davis Love III (2)  | États-Unis      | 271   | −13    | 2 coups  |
| 1992                                             | Davis Love III (3)  | États-Unis      | 269   | −15    | 4 coups  |
| 1993                                             | David Edwards       | États-Unis      | 273   | −11    | 2 coups  |
| 1994                                             | Hale Irwin (3)      | États-Unis      | 266   | −18    | 2 coups  |
| MCI Classic                                      |                     |                 |       |        |          |
| 1995                                             | Bob Tway            | États-Unis      | 275   | −9     | Playoffs |
| 1996                                             | Loren Roberts       | États-Unis      | 265   | −19    | 3 coups  |
| 1997                                             | Nick Price          | Zimbabwe        | 269   | −15    | 6 coups  |
| 1998                                             | Davis Love III (4)  | États-Unis      | 266   | −18    | 7 coups  |
| 1999                                             | Glen Day            | États-Unis      | 274   | −10    | Playoffs |
| 2000                                             | Stewart Cink        | États-Unis      | 270   | −14    | 2 coups  |
| WorldCom Classic - The Heritage of Golf          |                     |                 |       |        |          |
| 2001                                             | José Cóceres        | Argentine       | 273   | −11    | Playoffs |
| 2002                                             | Justin Leonard      | États-Unis      | 270   | −14    | 1 coups  |
| MCI Heritage                                     |                     |                 |       |        |          |
| 2003                                             | Davis Love III (5)  | États-Unis      | 271   | −13    | Playoffs |
| 2004                                             | Stewart Cink (2)    | États-Unis      | 274   | −10    | Playoffs |
| 2005                                             | Peter Lonard        | Australie       | 277   | −7     | 2 coups  |
| Verizon Heritage                                 |                     |                 |       |        |          |
| 2006                                             | Aaron Baddeley      | Australie       | 269   | −15    | 1 coup   |
| 2007                                             | Boo Weekley         | États-Unis      | 270   | −14    | 1 coup   |
| 2008                                             | Boo Weekley (2)     | États-Unis      | 269   | −15    | 3 coups  |
| 2009                                             | Brian Gay           | États-Unis      | 264   | −20    | 10 coups |
| 2010                                             | Jim Furyk           | États-Unis      | 271   | −13    | Playoffs |
| The Heritage                                     |                     |                 |       |        |          |
| 2011                                             | Brandt Snedeker     | États-Unis      | 272   | −12    | Playoffs |
| RBC Heritage ou Banque Royale du Canada Héritage |                     |                 |       |        |          |
| 2012                                             | Carl Pettersson     | Suède           | 270   | −14    | 5 coups  |
| 2013                                             | Graeme McDowell     | Irlande du Nord | 275   | −9     | Playoffs |
| 2014                                             | Matt Kuchar         | États-Unis      | 273   | −11    | 1 coup   |
| 2015                                             | Jim Furyk (2)       | États-Unis      | 266   | −18    | Playoffs |
| 2016                                             | Branden Grace       | Afrique du Sud  | 275   | −9     | 2 coups  |
| 2017                                             | Wesley Bryan        | États-Unis      | 271   | −13    | 1 coup   |
| 2018                                             | Satoshi Kodaira     | Japon           | 272   | −12    | Playoffs |
| 2019                                             | Pan Cheng-tsung     | Taïwan          | 272   | −12    | 1 coup   |
| 2020                                             | Webb Simpson        | États-Unis      | 262   | −22    | 1 coup   |
| 2021                                             | Stewart Cink (3)    | États-Unis      | 265   | −19    | 4 coups  |
| 2022                                             | Jordan Spieth       | États-Unis      | 271   | −13    | Playoffs |
| 2023                                             | Matthew Fitzpatrick | Angleterre      | 267   | -17    | Playoffs |
| 2024                                             | Scottie Scheffler   | États-Unis      | 265   | −19    | 3 coups  |
| 2025                                             | Justin Thomas       | États-Unis      | 267   | -17    | Playoffs |

Note : Le fond en vert indique le record du tournoi.

## Vainqueurs multiples
| Total | Nom            | Année(s)                     |
| 5     | Davis Love III | 1987, 1991, 1992, 1998, 2003 |
| 3     | Hale Irwin     | 1971, 1973, 1994             |
| 3     | Stewart Cink   | 2000, 2004, 2021             |
| 2     | Johnny Miller  | 1972, 1974                   |
| 2     | Hubert Green   | 1976, 1978                   |
| 2     | Tom Watson     | 1979, 1982                   |
| 2     | Fuzzy Zoeller  | 1983, 1986                   |
| 2     | Payne Stewart  | 1989, 1990                   |
| 2     | Boo Weekley    | 2007, 2008                   |
| 2     | Jim Furyk      | 2010, 2015                   |